# Katharina Gallhuber
Katharina Gallhuber (ur. 16 czerwca 1997 w Scheibbs) – austriacka narciarka alpejska, dwukrotna medalistka olimpijska i srebrna medalistka mistrzostw świata juniorów.

## Kariera
Po raz pierwszy na arenie międzynarodowej pojawiła się 13 sierpnia 2013 roku w Coronet Peak, gdzie w zawodach FIS Race zajęła piąte miejsce w gigancie. W 2015 roku wywalczyła srebrny medal w slalomie podczas olimpijskiego festiwalu młodzieży Europy w Malbun. Wynik ten powtórzyła na rozgrywanych rok później mistrzostwach świata juniorów w Soczi. W zawodach Pucharu Świata zadebiutowała 24 października 2015 roku w Sölden, gdzie nie ukończyła pierwszego przejazdu w gigancie. Pierwsze pucharowe punkty wywalczyła nieco ponad miesiąc później, 28 listopada 2015 roku w Aspen, kończąc slalom na 26. pozycji.
W 2017 roku wystąpiła w slalomie na mistrzostwach świata w Sankt Moritz, zajmując 25. miejsce po pierwszym przejeździe. Drugiego przejazdu jednak nie ukończyła i ostatecznie nie była klasyfikowana. Rok później wzięła udział w igrzyskach olimpijskich w Pjongczangu, gdzie po pierwszym przejeździe była dziewiąta. W drugim przejeździe Austriaczka osiągnęła najlepszy czas i w efekcie awansowała na trzecie miejsce, zdobywając brązowy medal. Lepsze okazały się tylko Szwedka Frida Hansdotter i Wendy Holdener ze Szwajcarii. Gallhuber wyprzedziła broniącą tytułu Mikaelę Shiffrin z USA o 0,08 sekundy.

## Osiągnięcia

### Igrzyska olimpijskie
| Miejsce | Dzień     | Rok  | Miejscowość | Konkurencja | Czas biegu | Strata | Zwyciężczyni     |
| ------- | --------- | ---- | ----------- | ----------- | ---------- | ------ | ---------------- |
| 3.      | 16 lutego | 2018 | Pjongczang  | Slalom      | 1:38,63    | +0,32  | Frida Hansdotter |
| 2.      | 24 lutego | 2018 | Pjongczang  | Drużynowo   | -          | -      | Szwajcaria       |
| 14.     | 9 lutego  | 2022 | Pekin       | Slalom      | 1:44,98    | +2,35  | Petra Vlhová     |

### Mistrzostwa świata
| Miejsce | Dzień     | Rok  | Miejscowość  | Konkurencja | Czas biegu | Strata | Zwyciężczyni     |
| ------- | --------- | ---- | ------------ | ----------- | ---------- | ------ | ---------------- |
| DNF2    | 18 lutego | 2017 | Sankt Moritz | Slalom      | 1:37,27    | -      | Mikaela Shiffrin |

### Mistrzostwa świata juniorów
| Miejsce | Dzień   | Rok  | Miejscowość | Konkurencja | Czas biegu | Strata | Zwyciężczyni        |
| ------- | ------- | ---- | ----------- | ----------- | ---------- | ------ | ------------------- |
| DNF2    | 2 marca | 2016 | Soczi       | Gigant      | 2:12,39    | -      | Jasmina Suter       |
| 2.      | 5 marca | 2016 | Soczi       | Slalom      | 1:37,41    | +0,29  | Elisabeth Willibald |

### Puchar Świata

#### Miejsca w klasyfikacji generalnej
- sezon 2015/2016: 86.
- sezon 2016/2017: 86.
- sezon 2017/2018: 26.
- sezon 2018/2019: 61.
- sezon 2019/2020: 68.
- sezon 2020/2021: 49.
- sezon 2021/2022: 56.

#### Miejsca na podium w zawodach
Gallhuber nie stawała na podium zawodów PŚ.